# Kako je ratala jama Vilenica
Kako je ratala jama Vilenica, slovenska ljudska razlagalna pripovedka.
Kako je ratala jama Vilenica je razlagalna pripovedka, saj razlaga o čudežnem in neverjetnem dogodku, kjer sta čas in prostor posredno nakazana. Po pripovedovanju Marije Križman je pripovedko zapisala Vesna Guštin, saj pravega avtorja ne poznamo. Prva izdaja pripovedke Kako je ratala jama Vilenica je bila leta 1993, v zbirki Bejži zlodej, baba gre.
Delo pripoveduje o deklici, ki je pasla živino in nekega dne našla veliko jamo Vilenico, kjer je srečala vile rojenice. Pomen obravnavane pripovedke je predvsem spoznati nastanek jame Vilenice ter njeno ime (npr. »Naročile so ji, naj ljudem oznani, da se ta jama kliče Vilenica.«). V malem pa  tudi predstaviti življenje na Krasu.

## Povzetek
Pripovedka pripoveduje o deklici, ki je pasla živino. Čez dan se je rada posedla v senco, kjer jo je velikokrat premamil spanec. Saj je ponoči pazila na mlajšega bratca. Ker ni bila pazljiva, ji je živina večkrat ušla. Nekega dne pa je med iskanjem živine naenkrat zagledala pred sabo veliko jamo. Stopila je vedno bližje, saj jo je privabila svetla luč ter prelepa glasba kot igranje violine. Prišla je v jamo in zagledala je mladenke, oblečene v same *pice, ki so plesale v krogu. Deklica je bila začudena in presenečena. Najlepša mladenka je stopila k deklici ter ji obljubila, da se ji bodo izpolnile tri želje, ki si jih bo zaželela. Edina želja deklice je bila izvedeti kdo so in od kod so te mladenke. Povedale so ji, da so vile rojenice, ki napovejo novorojencem življenje. Naročile so ji, naj ljudem oznani, da se ta jama *kliče Vilenica.
kliče - imenuje
pice - čipke

## Analiza obravnavane pripovedke
Kako je ratala jama Vilenica je ljudska, razlagalna pripovedka. V pripovedki je resničen književni prostor ter književni čas. Pripovedka je tako za razliko od pravljice bolj povezana z resničnostjo (npr. jama Vilenica - kraj na Krasu).
Pripovedovalec je tretjeosebni ali vsevedni. Književni prostor v pripovedki so pašniki, kjer je deklica pasla ter jama Vilenica. Književni čas je posredno nakazan, kar je značilno za pripovedko in sicer glede na nastanek jame ("Enkrat, dolgo, dolgo je že od tega..."). Kako je ratala jama Vilenica je pripovedka s književnimi osebami brez imen. Glavne književne osebe so deklica ter vile rojenice, stranske književne osebe pa majhen brat (dekličin brat). Književno dogajanje se začne s pašnjo živine, pobeg živine, do plesa rojenic ter izpoonitve želja.

## Interpretacija obravnavane pripovedke
Bruno Bettelheim se je spraševal, zakaj otroci bolj prisluhnejo ljudskim pravljicam kot v drugim zgodbam. Prav te pravljice bogatijo notranje otrokovo življenje in njegovo razumevanje sveta. Pravljice ter pripovedke otroku predstavijo vse situacije poenostavljene in dostopne otroku.
V obravnavani pripovedki se srečamo z eksistencializmom, kar pomeni, da je osrednji dogodek predstavljen zelo jasno in zgoščeno. Vse književne osebe so brez imen (deklica, vile rojenice, brat), saj so podrobnosti izpuščene.
V besedilu se najprej srečamo z deklico, ki čez noč pazi na mlajšega brata, čez dan pa pase živino. Je podoba junakinje, ki stopa sama v svet in si v njem najde zatočišče. Počuti se samo in išče pot iz osamljenosti. Tudi njeni starši sploh niso omenjeni, da bi kakorkoli skrbeli zanjo in njenega brata. Včasih se tako počuti tudi današnji otrok, zato je pomembno branje takih zgodb za današnje otroke. S tem ko se je počutila zapostavljeno in zapuščeno, jo je vendar nekaj gnalo naprej (»Nekaj jo je kar samo vleklo naprej«). Prepričana je bila, da jo bo nekaj v življenju usmerilo in bo deležna pomoči. Prav svetloba jo je gnala naprej, saj je v tem videla neko pomoč in rešitev v njenem življenju.
Poved »Kmalu je pred sabo zagledala mladenke, oblečene so bile v same pice, ki so plesale v krogu« prikaže srečanje deklice z mladenkami. Vendar to niso navadne mladenke, ampak so vile rojenice – čudežna bitja, ki se pojavijo popolnoma nepričakovano in pomagajo dobremu človeku.
Vsi književni liki niso ambivalentni, kar pomeni, da niso hudobni in dobri hkrati. Tako deklica kot tudi vile rojenice so podobe dobrih in prijaznih oseb. Iz celotnega besedila lahko sklepamo, da so dobi ljudje nagrajeni. Deklica je skrbela za vse in vile rojenice so jo nagradile z izpolnitvijo treh želja.

## Interpretacija likov

### Vilerojenice
Vile rojenice imajo pomembno vlogo v pripovedki. Deklici pokažejo pot s svetlobo, ki jo pripelje v jamo. Svetloba naj bi za deklico pomenila srečna stvaritev njenih želja. Tudi same vile rojenice so zanjo predstavljale vse dobre stvari, ki si jih želi in jih bodo rojenice mogoče uresničile. Vile rojenice so mitološka bitja, ki naj bi ob rojstvu otroka krojile ter napovedale njegovo prihodnost. To so tudi same rojenice povedale. Dobre vile kot so bile rojenice, naj bi bedele nad otrokovo srečo in uporabile vse svoje moči za to kot zaščitniške matere. Saj nasplošno vladajo nezavedne predstavne povezave, da so vile le ženske. Spadajo med pozitivne, ženske like, ki imajo sposobnost prerokovanja ter uresničevanja želja. V ljudski pripovedki imajo podobno vlogo kot vile sojenice ter žalikžene.

### Deklica
Deklica, ki je motiv za dogajanje, je pridna in delavna oseba. Iz besedila je razvidno, da ponoči ne spi, saj pazi na mlajšega brata. Čez dan pa pse živino, kar ni tipično žensko delo. Iz besedila lahko sklepamo, da otrok opravlja dolžnosti staršev saj, slednjih v besedilu sploh ni omenjenih. V pripovedki med iskanjem živine zagleda zanjo pomembno svetlobo. Ta svetloba ji predstavlja neko rešitev, saj se želi oddaljiti od stalne skrbi za brata ter živino. Zato pozabi na živino ter naivno stopi v jamo k rojenicam.

## Značilnosti ljudskega slovstva v povezavi z obravnavano pripovedko
Besedilo uvrščamo tudi med ljudske pripovedke, ker vsebuje elemente ljudskega slovstva.
- avtor: neznan, saj se je besedilo prenašalo z ustnim izročilom
- čudežna bitja: vile rojenice
- anonimnost likov: vsi književni liki so brez imen
- slog:
  - ljudska števila: tri reči, tri želje
  - okrasni pridevki: majhen brat, prečudna lepa muzika
  - primerjave: kakor da bi kdo igral na violino, obstala kot vkopana

## Motivno-tematske povezave
V pripovedki Kako je ratala jama Vilenica najdemo motiv vil rojenic. V slovenski ter svetovni književnosti je nekaj inačic, ki imajo podobne motive (npr. motiv vil).

### Slovenske inačice
- Ajdovska deklica na Prisanku

Nad Vršičem je v rebri skalnatega Prisanka okamenela ajdovska deklica. Ajdovska deklica je vodila gornike in tvornike skozi snežne zamete v dolino Trente, ko še ni okamenela. Živela je pod skalnatimi pečinami. Vsakič, ko je gornikom pomagala so jo tudi obdarili. Poleg vodnice je bila tudi sojenica. Obiskovala je novorojenčke in jim prerokovala. Nekoč se je odpravila k materi, ki je pravkar povila sinčka. Ajdovska deklica mu je prerokovala, da bo postal pogumen in najboljši lovec pod Prisankom ter da bo z ulovom zlatoroga obogatel. Ko so za prerokbo izvedele sestre ajdovske deklice, so jo preklele. Tako je napoti v skalnati reber Prisanka okamenela in še danes začudeno gleda.
Pripovedka je bila izdana v zbirki: Zlato pod Blegošem, 1971
- Rojenice v Lipljeniški jami

V Častitljivi jami blizu vasi Kolnica nad Radovljico so prebivale tri rojenice milega in krasnega obraza. Prva je bila oblečena v belo in se je prikazovala ob rojstvih ter napovedovala srečo. Kmetje so jo imeli radi, saj je bila svetovalka za sejanje. Druga rojenica je bila oblečena v rjavo in se je prikazovala preden so se bližale nesreče (bolezen, toča). Črna rojenica pa se je prikazovala pred smrtjo. Nekoč je črna rojenica slonela na mostu pri Plavah v Kamni Gorici. Na istem mestu je tam zvečer prišel kmet, da bi se odpočil od nošenja težkega tovora. Ograja se je udrla in kmet je utonil. Odkar pa je svet hudoben, so se rojenice izogibale ljudem. Razen dobremu pastirčku, ki je skrbel zanje. Ljudje so ga nadlegovali, ker ni povedal kje so rojenice. Nekega dne so tako rojenice kot pastirček izginili.
Pripovedka je bila izdana v zbirki: Bajke in pripovedke slovenskega ljudstva, 1997
- Sojenice sodijo trojčkom

V neki vasi so se rodili trije dečki. Rojenice so jim prišle sodit in dvem sodile, da se bosta utopila, tretji pa bo obešen. Neko nedeljo so se šli vsi trije kopat. Ona dva, ki jima je bilo usojeno, sta se utopila. Tretji pa se je ulegel med utopljenca, ko so jih potegnili iz vode. Ko so vsi mimoidoči odšli, je tretji odšel v svet in dobil službo hlapca pri gospodu z lepimi konji. Nekoč so gospodarjevega najlepšega konja zabodli in hlapec je bil po nedolžnem obsojen krivde. Preden so ga obsodili, se je pojavil krivec in hlapec je odšel v globok gozd. Srečal je jezdeca, ki ga je prosil, naj mu pridrži konja. Hlapec mu ga je res pridržal, a jezdec je zbežal. Takrat so hlapca videli drugi jezdeci in ga obsodili za tatu konja, ki ga je držal. Nato so ga obesili kot so mu sodile rojenice.
Pripovedka je bila izdana v zbirki: Bajke in pripovedke slovenskega ljudstva, 1997
- Rojenice sodijo dečku, da se bo obesil

Nekoč so rojenice pravkar rojenemu fantičku prerokovale, da se bo obesil, kadar bo nastopil 11. leto. Zato so fantiču naročili, naj vsako delo prične v božjem imenu. Ko je prišlo enajsto leto, je šel v goščavo in rekel: "Zdaj se bom pa obseil v božjem imenu". Vrv se mu je vsakič pretrgala in minila je huda ura. Z božjo pomočjo se je vrnil domov živ in zdrav.
Pripovedka je bila izdana v zbirki: Bajke in pripovedke slovenskega ljudstva, 1997
- Rojenice sodijo dečku, da bo vanj treščilo

Nekdaj je živel berač, ki je v temni noči iskal prenočišče. Prišel je do hiše, kjer je pravkar neka žena rojevala. A so ga vseeno sprejeli. Po porodu so šli vsi v gozd razen dekle, porodnice ter berača. Tedaj so prišle Rojenice, ki so sodile otroku. Sodile so mu, da ga bo strela raznesla na sončni prah, ko bo star 13 let, 13 dni, 13 ur ter 13 min. Berač je sodbo slišal, a je ni mogel povedati gospodarju. Po 7 letih se je berač vrnil in rekel takrat je gospodar poslal sina v šolo. Čez 2 leti se je berač spet vrnil in povedal za sodbo. Gospodar je nato dal sezidati hišo, kamor bi poslal sina. Vendar prišel je dan, ko bi morala strela udariti v sina. Sin ni hotel iti v hišo in dejal, da je to že Božja kazen in ga ta more doleteti. Odšel je na polje molit k Bogu in takrat je udarila strela v hišo ter jo raznesla na sončni prah. A sin je ostal zdrav in vesel.
Pripovedka je bila izdana v zbirki: Bajke in pripovedke slovenskega ljudstva, 1997
- Vila prijateljica in meseci prijatelji, 1970
- Pastirček, 1972
- Brkonja Čeljustnik, 1963

### Tuje inačice
- Trnjulčica, 1697
- Pepelka
- Ostržek, 1975
- Vilinski prah, 2006
- Hči prenašalke luči, 2006
- Lovčeva luna, 2001